# Fairwood (Maryland)
Fairwood és una àrea no incorporada i una concentració de població designada pel cens (census designated place, CDP) al Comtat de Prince George's (Maryland, Estats Units) amb 7.983 habitants segons el cens del 2020.
Fairwood és a 38° 57′ 22″ N, 76° 46′ 25″ O / 38.95611°N,76.77361°O. Segons l'Oficina del Cens dels Estats Units, el CDP té una àrea total de 3.7 milles quadrades (9.6 km2) de terra ferma.

## Demografia
| Raça / Ètnia                            | Pop 2010 | Pop 2020 | % 2010  | % 2020  |
| --------------------------------------- | -------- | -------- | ------- | ------- |
| Blanc sol (NH)                          | 505      | 562      | 10,04%  | 7,04%   |
| Només negre o afroamericà (NH)          | 3.763    | 6.077    | 74,80%  | 76,12%  |
| Nadiu americà o natiu d'Alaska sol (NH) | 19       | 7        | 0,38%   | 0,09%   |
| Només asiàtic (NH)                      | 373      | 611      | 7,41%   | 7,65%   |
| Solament illenc del Pacífic (NH)        | 0        | 3        | 0,00%   | 0,04%   |
| Una altra raça sola (NH)                | 7        | 32       | 0,14%   | 0,40%   |
| Raça mixta/Multi-racial (NH)            | 157      | 349      | 3,12%   | 4,37%   |
| Hispà o llatí (qualsevol raça)          | 207      | 342      | 4,11%   | 4,28%   |
| Total                                   | 5.031    | 7.983    | 100,00% | 100,00% |

## Educació
Fairwood depèn del sistema escolar públic del comtat de Prince George.
- Escola primària: Woodmore, Glenn Dale, Whitehall i High Bridge[7]
- Escola mitjana: Thomas Johnson, Samuel Ogle i Benjamin Tasker[8]
- Batxillerat: DuVal High School i Bowie High School[9]